# Mangalartha
Il Mangalartha, o Prasat Top orientale o Monumento 487, è un piccolo tempio induista presso Angkor, in Cambogia.
Il Mangalartha si trova entro le mura di Angkor Thom, a sud della Strada della Vittoria, alla fine di un sentiero nella giungla che inizia circa 300 m prima della Porta della Vittoria. Visto l'accesso, relativamente fuori mano, e dato che si tratta solo di un piccolo santuario sopra un basamento, in buona parte ricoperto dalla vegetazione, è uno dei templi di Angkor meno visitati.
Secondo la sua stele di iscrizione a quattro facce fu dedicato il 28 aprile 1295, e la sua importanza sta tutta nell'essere considerato l'ultimo monumento costruito ad Angkor databile con precisione.
Fu costruito in arenaria durante il regno di Jayavarman VIII, in onore di un brahmano di nome Mangalartha, assimilato a Visnù. Il tempio ha pianta cruciforme e si apre ad est, mentre verso gli altri tre punti cardinali offre delle porte cieche. La stanza centrale ospitava due statue, di Mangalartha e sua madre, di cui è attualmente visibile il piedistallo. I frontoni giacciono sul terreno. Mostrano Vishnu disteso sul serpente Shesha, Vishnu che in tre enormi passi riconquista il Mondo, uno Shiva danzante con quattro braccia e Krishna che solleva il monte Govardhana.